# Kälviä
Kälviä este o fostă comună din Finlanda.